# فرنسيس هاريس
فرنسيس هاريس (بالإنجليزية: Francis Harris)‏ (5 أبريل 1908 في المملكة المتحدة - ) هو لاعب كرة قدم بريطاني في مركز نصف الجناح. لعب مع تشارلتون أثلتيك وكارديف سيتي وبرومزغروف روفرز ‏ وBrierley Hill Alliance F.C. ‏ وCradley Heath F.C. ‏.